# Julie Olson Williams
Julie Olson Williams is een personage uit de soapserie Days of Our Lives. Julie was er al bij in de eerste aflevering van de serie in 1965. In de eerste jaren werd de rol tot driemaal toe gehercast, maar sinds 1968 wordt Julie door dezelfde actrice gespeeld, Susan Seaforth Hayes. Tot 1984 maakte ze deel uit van de vaste cast en daarna keerde ze nog op contractbasis terug van 1990 tot 1993. Later maakte ze nog kleine gastoptredens en sinds 1999 komt Julie weer vaker in beeld, al is haar rol beperkt.

## Personagebeschrijving
Julie is de dochter van Addie Horton en Ben Olson, ze heeft ook nog een broer Steven Olson. In de eerste aflevering van de serie in 1965 werd Julie betrapt toen ze iets stal in een winkel. Nadat haar ouders naar Europa verhuisden bleef zij bij haar grootouders Tom en Alice wonen. Julie wilde met David Martin trouwen, maar bedacht zich nadat haar grootvader dit afkeurde. David trouwde met Julie's beste vriendin Susan Hunter en Julie kreeg weer interesse in hem en hoopte dat hij Susan zou verlaten voor haar. Deze droom werd echter aan diggelen geslagen in 1967 toen Susan David vermoordde omdat ze hem de schuld gaf voor de dood van hun kind. Om alles nog erger te maken kwam tijdens het proces van Susan uit dat Julie zwanger was van David. Na de geboorte gaf ze haar zoon, die ze David noemde, op voor adoptie, op aanraden van Tom.
De kleine David werd geadopteerd door Scott en Janet Banning, die hem Brad noemde. Het hele gezin verhuisde naar Salem. Na de dood van Janet probeerde Susan om Scott te verleiden en kreeg ook sympathie voor zijn geadopteerde zoon. Uiteindelijk kwam Julie erachter dat Brad eigenlijk haar kleine David was en ze wilde het hoederecht. Scott kreeg bezoekrecht en hij werd verliefd op Julie, de twee trouwden in 1969.
In december 1970 ontmoette Julie Doug Williams, die door Susan betaald werd om een affaire te beginnen met Julie. De twee werden echter echt verliefd op elkaar en begonnen een romance. Ze bleef met Scott Banning getrouwd, maar bleef ook Doug zien. In 1972 besloot Julie om te scheiden van Scott. Samen met Doug maakte ze plannen om naar Portofino te gaan, maar op de avond dat ze weggingen kregen ze ruzie over het feit dat Julie haar zoon David wilde meenemen. Julie verliet Doug en die begon een affaire met haar moeder Addie en trouwde zelfs met haar. Julie kreeg een depressie en besloot de scheidinsprocedure met Scott stop te zetten.
In 1973 kwam Scott om bij een werkongeval bij Anderson Manufacturing. Phyllis en Bob Anderson voelden zich schuldig en gaven Julie een huis om in te wonen en ze steunden haar ook financieel. Julie kreeg het extra moeilijk nadat ze vernam dat haar moeder zwanger was van Doug.
In 1974 verloofde ze zich met Don Craig, maar verbrak de verloving toen haar moeder stervende was en ze dacht een nieuwe kans te krijgen met Doug. Zij en Doug bleven aan het ziekbed van Addie. Op 10 januari werd Hope geboren. Addie kwam even uit haar coma en vroeg aan Julie om voor Hope en Doug te zorgen. Maar dan gebeurde een mirakel en Addie genas. Julie zocht troost bij de zopas gescheiden Bob Anderson en de twee trouwden. Phyllis voelde zich verraden door Julie en probeerde haar neer te schieten, waarbij ze per ongeluk haar eigen dochter Mary raakte.
Haar huwelijk met Bob Anderson draaide uit op een nieuwe mislukking en Julie besloot hem te verlaten. Haar moeder was inmiddels omgekomen bij een autocrash en Julie klopte weer bij Doug aan. Julie was echter zwanger van Bob en hierdoor wilde Doug haar niet terug. Ze trok wel bij hem in, in de gastenkamer. Ze knoopte de band met haar zoon David weer aan, die inmiddels opgegroeid was en een relatie had met Brooke Hamilton. Zij was echter jaloers op de relatie tussen moeder en zoon en begon geruchten te verspreiden dat het kind dat Julie droeg in feite van Doug was in plaats van Bob. De leugens van Brooke werkten en David walgde van zijn moeder. Na een hevige ruzie nam David de auto van Doug en kreeg hier een ongeluk mee en reed van een brug af. Nadat hij niet gevonden werd werd hij doodverklaard. Eind 1975 hoorde Julie dat David nog steeds in leven was en in haar haast om hem te zien viel ze van de trap en kreeg een miskraam.
In 1976 scheidde Julie en Bob en verzoende ze zich met Doug, het paar verloofde zich. Kort daarna dook Kim Douglas op in Salem en zij beweerde de wettige echtgenoot te zijn van Brent Douglas, de echte naam van Doug. Na een paar maanden gaf Kim toe dat zij en Doug al jaren gescheiden waren en Doug en Julie trouwden in 1976.
In 1977 kreeg Doug het moeilijk toen hij zijn dranklicentie verloor en uiteindelijk zijn café. Julie kocht dit terug en maakte er Doug’s Coffee House van. Doug moest Salem tijdelijk verlaten om ergens anders zaken te regelen. Tijdens zijn afwezigheid had Julie problemen met het personeel en werd ze bijgestaan door Larry Atwood, die verliefd was op Julie. In 1978 verkrachtte Larry Julie, die zich nu voor iedereen afsloot. Doug dacht dat Julie een affaire had met Larry, maar dan vertelde ze over de verkrachting. Kort daarna werd Larry dood teruggevonden. Julie werd berecht en tijdens het process werd de verkrachting bekendgemaakt. Uiteindelijk was het de assistent van Larry, Arlo Roberts die toegaf dat ze Larry vermoord had en Julie werd vrijgesproken.
Na een vakantie in Parijs bracht Julie haar broer Steven Olson mee en hij begon te werken in het koffiehuis van Doug en later in de antiekzaak die Julie geopend had. Steven stal op beide plaatsen van Julie.
In 1979 werd Julie zwaar verbrand door de oven van Maggie, toen die ontplofte. Julie was ervan overtuigd dat Doug haar niet meer zou willen nu ze brandwonden had. Een operatie mislukte en Julie ging naar Mexico om achter de rug van Doug om te scheiden. Julie begon afspraakjes te maken met haar dokter Jordan Barr en later dat jaar onderging ze een nieuwe operatie, die wel een succes werd. Julie dacht opnieuw haar huwelijk met Doug op te nemen, maar toen ze terug in Salem kwam was Doug al getrouwd met Lee Dumonde.
In 1980 realiseerde Doug zich dat het huwelijk een vergissing was en dat hij Julie terug wilde. Lee wilde dit niet en probeerde Julie te vermoorden door iemand in te huren om haar neer te schieten. Ze werd neergeschoten, maar overleefde. Dan probeerde Lee een zelfmoord te veinzen door een overdosis te nemen. Ze nam per ongeluk de verkeerde pillen en kreeg een beroerte waardoor ze verlamd werd. Ondanks het feit dat ze verlamd was lukte haar plannetje, Doug wilde Lee niet verlaten nu ze verlamd was.
De man die Julie probeerde te vermoorden, Brad, keerde terug naar Salem en probeerde zijn werk af te maken. Toen hij Julie wilde vermoorden kwam Lee tussen, haar verlamming was slechts tijdelijk al had ze dat tegen niemand gezegd. Brad sloeg Lee bewusteloos en ging achter Julie aan, maar dan kwam Lee bij en ze schoot Brad dood. Lee belandde in een instelling en Julie en Doug verenigden zich.
Nadat hij in 1981 van Lee gescheiden was trouwden ze opnieuw. Lee slaagde er wel nog in om Hope tegen haar vader en zuster op te zetten en weigerde met hem samen te wonen en trok in bij Tom en Alice.
In 1982 werden Julie en Doug betrokken bij kostbare edelstenen die zich onder het huis van Doug zouden bevinden. Stefano DiMera en Stuart Whyland zaten achter de edelstenen aan en Stefano had zelfs een tunnel gegraven naar de wijnkelder van Doug, maar uiteindelijk bleek dat de stenen niets waard waren.
Toen Renee DiMera, de dochter van Stefano en Lee, vermoord werd was David Banning de eerste verdachte. Om haar zoon vrij te krijgen bekende Julie de moord. Ze werden beiden vrijgesproken, maar Julie verloor haar zoon toch omdat hij besloot Salem voorgoed te verlaten. In 1986 scheidden Doug en Julie opnieuw en ze verlieten Salem allebei.
In 1990 keerde Julie terug naar Salem en was vastberaden om Victor Kiriakis neer te halen. Ze maakte ruzie met Nick over zijn nachtclub Wings. Nick had de club gekocht, maar Julie was nog steeds eigenaar van de grond waarop de club gebouwd was. Nadat Nick vermoord werd erfde Julie de nachtclub. Zijn geld liet hij na aan Eve Donovan, die er echter pas over mocht beschikken als ze getrouwd was. Daarom trouwde ze met Jack Deveraux om aan haar geld te komen.
In 1992 kwam Julie bijna om na een bomontploffing in een museum. Een jaar later verliet ze Salem opnieuw. Later werd bekend dat Julie en Doug zich verzoend hadden en opnieuw getrouwd waren. Ze maakte de volgende twee jaren nog kleine bezoekjes aan Salem met Doug en verdween dan enkele jaren uit beeld.
In 1999 riep Bo Brady de hulp in van Doug en Julie om zijn vrouw Hope, die dacht dat ze prinses Gina von Amberg was, te redden. Sindsdien zijn Doug en Julie weer regelmatig in Salem en voornamelijk op familiefeesten. Ze reizen ook nog vaak en komen soms maanden niet in beeld. In 2004 kwamen ze opnieuw naar Salem door de verhaallijn van de seriemoordenaar die al enkele familieleden had vermoord. Nadat Doug ontdekte dat Marlena de moordenaar was werd hij ook vermoord. Julie was er het hart van in. Na een tijdje begon ze haar oom Mickey te helpen om over de dood van zijn vrouw Maggie te komen. Bonnie Lockhart, de huishoudster van Mickey zat achter hem aan en dat vond Julie niets en ze probeerde te verhinderen dat de twee een relatie kregen, maar dat mislukte en Bonnie en Mickey trouwden. Alle slachtoffers van de seriemoordenaar bleken niet dood te zijn, maar ontvoerd naar een eiland in de Caribische zee. Na enkele maanden kwamen Doug en al de anderen terug en Julie was in de zevende hemel. Zij en Doug probeerden nu Maggie te helpen om Mickey terug te krijgen.